# 小型シート

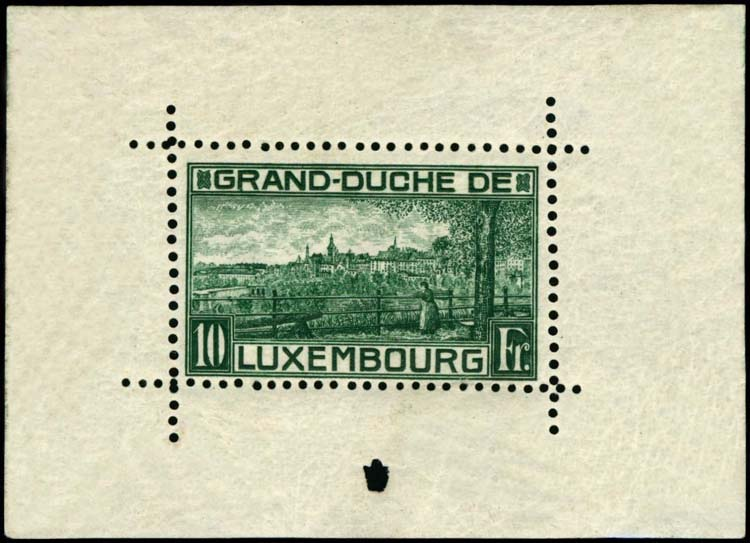
世界最初のルクセンブルクの小型シート（1923年）

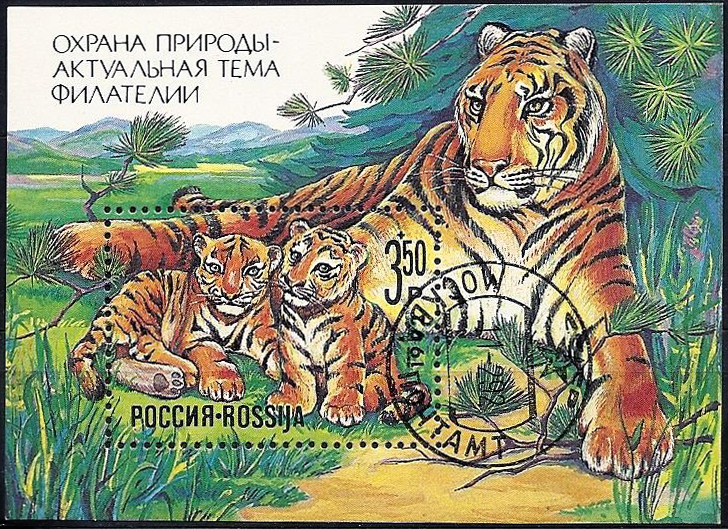
シート全体でデザインが構成されているロシアの小型シート（1992年）

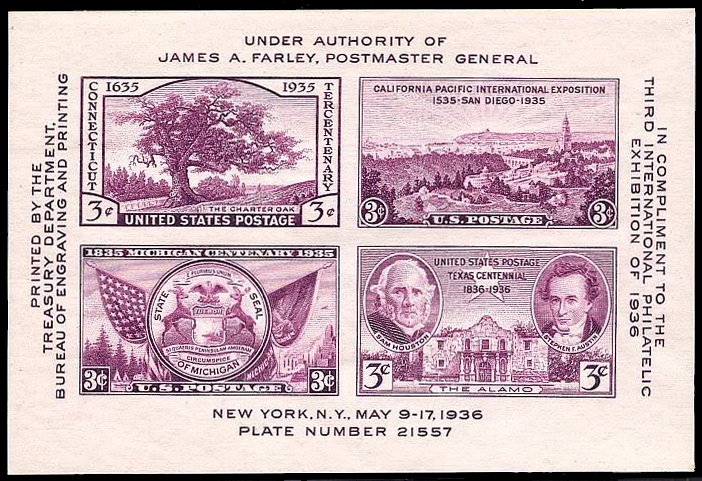
無目打のアメリカの小型シート（1936年）

小型シート（こがたシート、英語：miniature sheetもしくはsouvenir sheet）とは切手の販売または配布の形態のひとつであり、一般には、郵便局の窓口で通常販売されるシートよりも小さいサイズの切手シートをさす。

## 概要
切手は、通常シートもしくは切手帳またはコイル切手の形態で発行される。販売時は、1枚ごとのバラ売りもしくは最小単位数で販売される事例が多い。
そのうち、シートは、切手の印刷後、郵便局での販売および保管をしやすいサイズに裁断したものであり、数十枚から数百枚の切手で構成されている。
需要に応じ、シート単位で販売される場合もある。
そのシートのうち、主に切手収集家向けに複数枚もしくは1枚の切手を大きな余白（耳紙-みみがみ）で囲んだ形態で販売されるスタイルのものを、小型シートと呼んでいる。多くの場合は記念切手もしくは特殊切手のひとつとして発行される場合が多い。
世界で最初に小型シートを発行したのはルクセンブルクで1923年であった。これは王女生誕を記念したもので、通常郵便では利用されない高額10フラン切手1枚が収められていた。ただし、同国が1921年に発行した、王子誕生記念のもの(25枚構成の通常のシートと、5枚構成のシートが発行された)を、最初の小型シートとする意見もある。その後、世界各国で小型シートが発行されるようになった。
小型シートは郵便で使われることなくコレクションアイテムとして死蔵されることを想定している場合が多いため、時には無目打（穴を黒い点として印刷される場合がある）となっているものも少なくない。デザインもバラとして発行された切手を組み合わせたものから、シート地もふくめ一つのデザインとして発行される事がある。後者の場合には小型シートの形式のみで発行される場合が多い。
また額面以上のプレミア付き価格で販売したり、バラにしても通常の郵便に使えないほどの大きなサイズのものや、高額な額面のものが販売される場合もある。多くは四角のものであるが、近年では蝶や動物の形をした変形小型シートを発行する国もある。

## 日本における小型シート

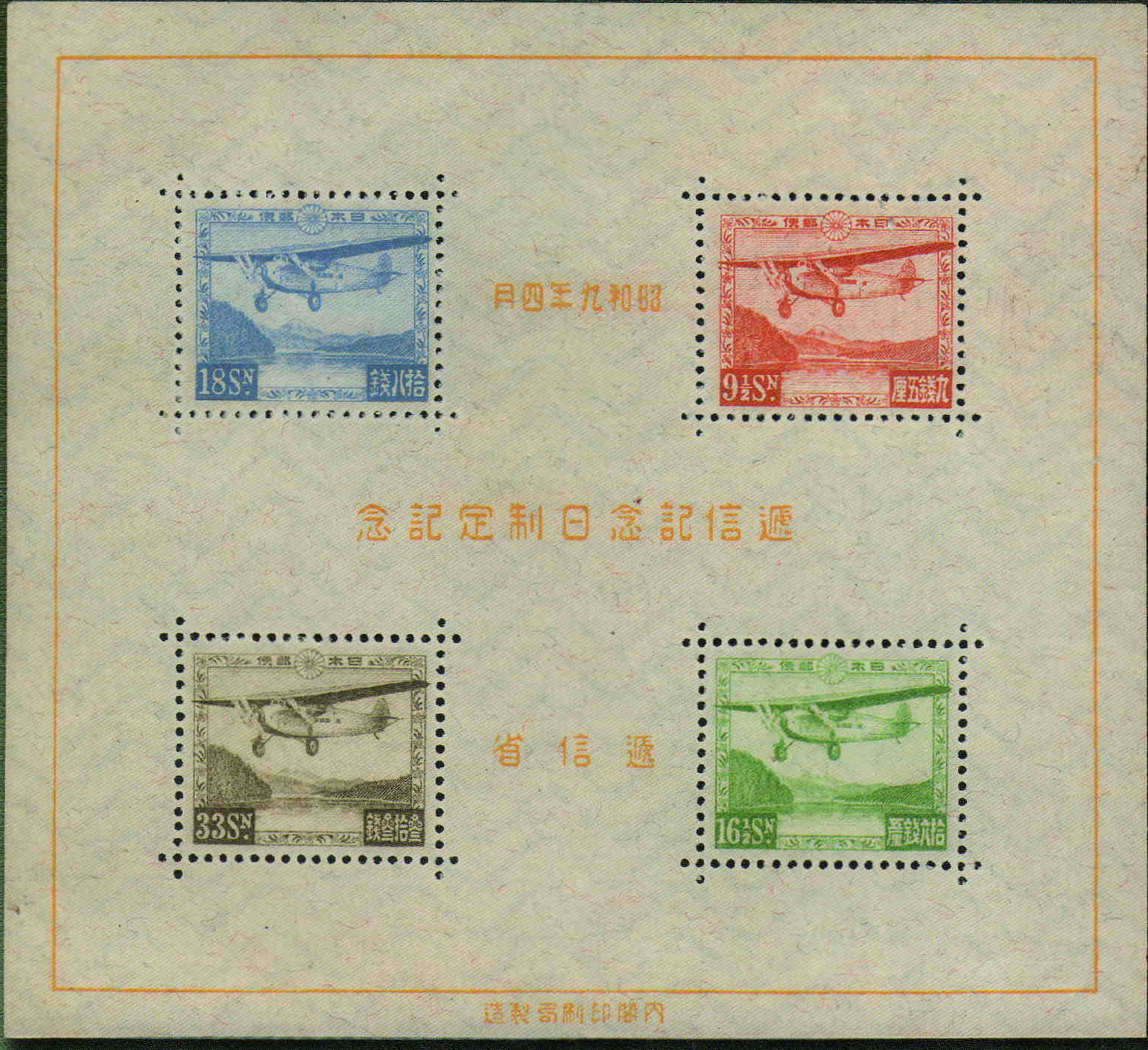
日本最初の小型シート（1934年）

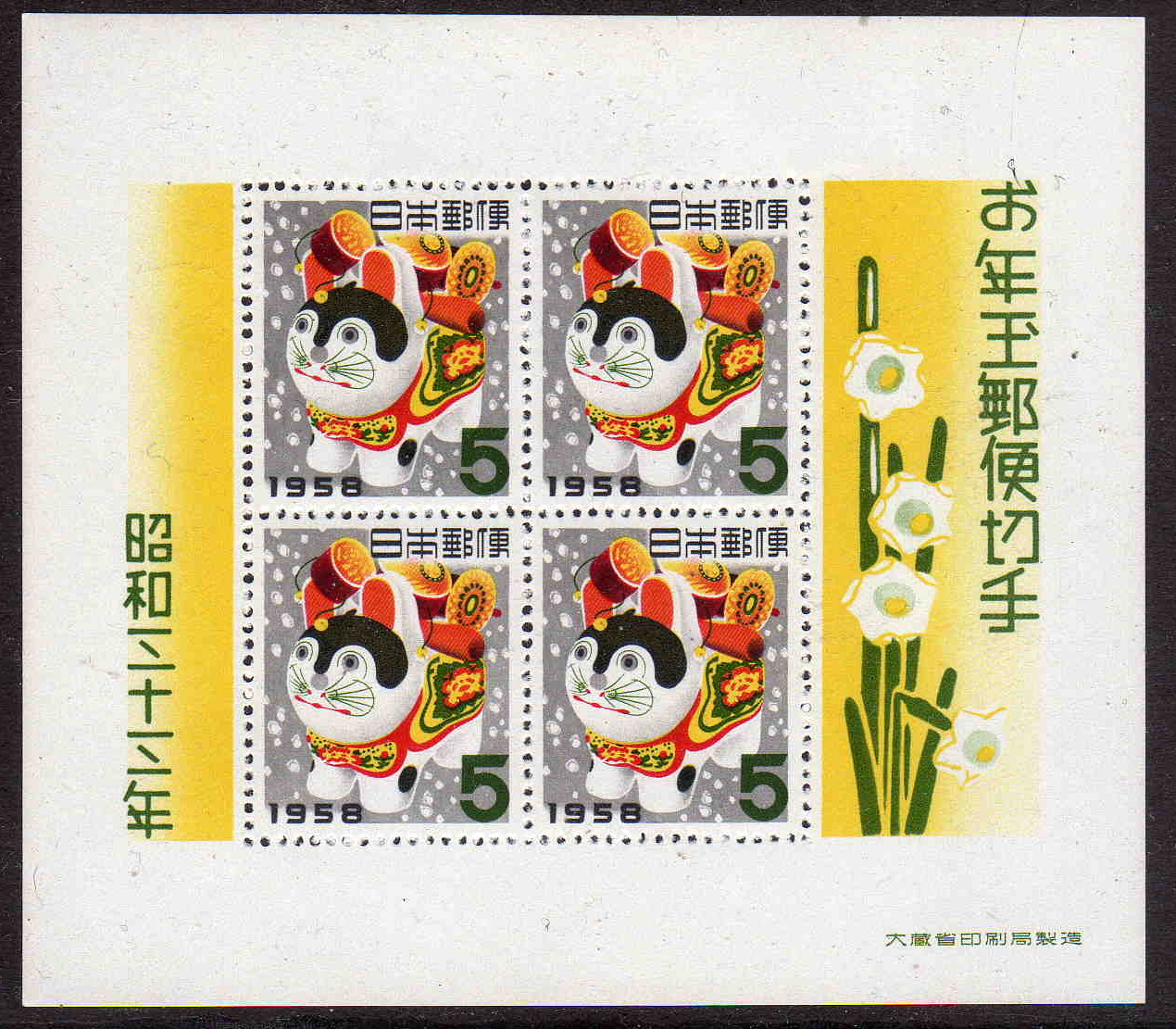
昭和33年用お年玉年賀切手シート（1958年）

### 日本の初期の小型シート
日本で最初の小型シートは1934年（昭和9年）4月20日発行の「逓信記念日制定記念」である。当時は「組合せ郵便切手」とよばれ、当時販売されていた航空切手4種を組み合わせ、一枚のシートにまとめ発行したものである。販売されたのは、同日より東京市（当時）の日本橋三越と逓信博物館(後に設置されていた逓信総合博物館とは異なる)の2箇所で開催されていた、切手展会場内の郵便局臨時出張所だけであった。発行枚数はわずか2万枚であったうえに、当時の封書料金の基本料金が3銭であった時期に販売価格が77銭と高額であったため、現在では日本の小型シートのなかで最も高価なものになっている。
また、逓信省は1936年より、国立公園を描いた特殊切手を発行していたが、これらの国立公園を描いた切手を組み合わせた小型シートも発行した。これらは特製二つ折りのタトウ（台紙）に挟まれて販売された。ほかにも日本が1935年12月に最初に発行した年賀切手は普通切手とサイズが同じであったことから1シートは100枚構成であったが、これとは別に、特製封筒に入れた20枚構成のシートを通信販売で売り出しており、こちらも現在では小型シートと見なされている。

### 戦後直後の小型シート
1946年以降1949年にかけて、地方で開催された切手展を記念し、その会場で特製小型シートが数多く発行された。多くは普通切手を組み合わせたものであったが、一部例外もある。これ以外にも、日本国憲法施行記念の記念切手を収めた小型シートや、高額な切手を収めた小型シートがたびたび発行された。それらの小型シートは、安易なものであったため、一部の切手収集家から濫発乱造として非難された。

### 現在の小型シート
日本では後述のように年賀切手の小型シートが毎年発行されているが、記念切手を1、2枚だけ収めた小型シートの発行は殆どない。ただし、日本郵政公社および日本郵便（日本郵政）の時代に発行される記念切手は、大きな余白にデザインを印刷した、10枚シートの形式で発行される場合が多く、見方によっては小型シートの一種ともいえる。

### 年賀切手小型シート
日本において代表的な小型シートとして、お年玉付き年賀葉書の賞品である「切手シート」がある。これは年賀葉書もしくはくじ付き年賀切手の末等賞品として当せん者に配布されるもので、年賀切手が収められている。
最初に発行されたのは1950年（昭和25年）2月1日であった。末等賞品に切手シートが採用されて以降、年賀切手は年賀葉書の賞品に収めるために発行されており、年が明けた1月（1950年用に至っては2月であった）に発行されていたが、私製年賀郵便に使えるようにするため、1954年用年賀切手から前年の12月（現在は10月下旬から11月上旬）に発行されるようになった。シートの内容は、はがき料金の切手が1950 - 1951年は5枚、1952 - 1971年は4枚、1972 - 1976年は3枚、1977 - 1986年は2枚となったあと、1987年以降ははがき料金と封書の最低料金の切手を1枚のシートに収めたものとなった。ただし1991年・1992年のみはがき料金の切手2枚に戻った。当せん確率については、少なくとも1997年以降は、100枚に2 - 3枚（年により異なる）の割合で当せんするようになっている。
なお、年賀シートは原則としてくじの当せん者しか配布されていなかったが、過去には郵便局のイベントで記念印を押印したものを配布したほか、2008年には試験的に一般向けに販売されたことがある。2017年以降は、日本郵便の通販サイト「切手SHOP」限定ではあるものの、一般向けにも販売されることになった。

### 夏のおたより郵便葉書賞品の小型シート
夏のおたより郵便葉書（かもめ〜る）にも年賀葉書と同様、小型シートが末等として賞品に付いていたことがあった。
日本郵政公社時代の2005年までは賞品として存在したが、2006年からはなくなった。その後2019年に復活したが、2020年をもって「夏のおたより郵便葉書」の発売自体が終了した。